# Kortås
Kortås är en ort i Valla socken i Tjörns kommun i Bohuslän. SCB har för bebyggelsen i orten och lite söder därom avgränsat en småort namnsatt till Styrdal norra och Kortås.